# 非法献花
非法献花是2010年因谷歌退出中国事件而衍生出的一个网络名词。

## 背景

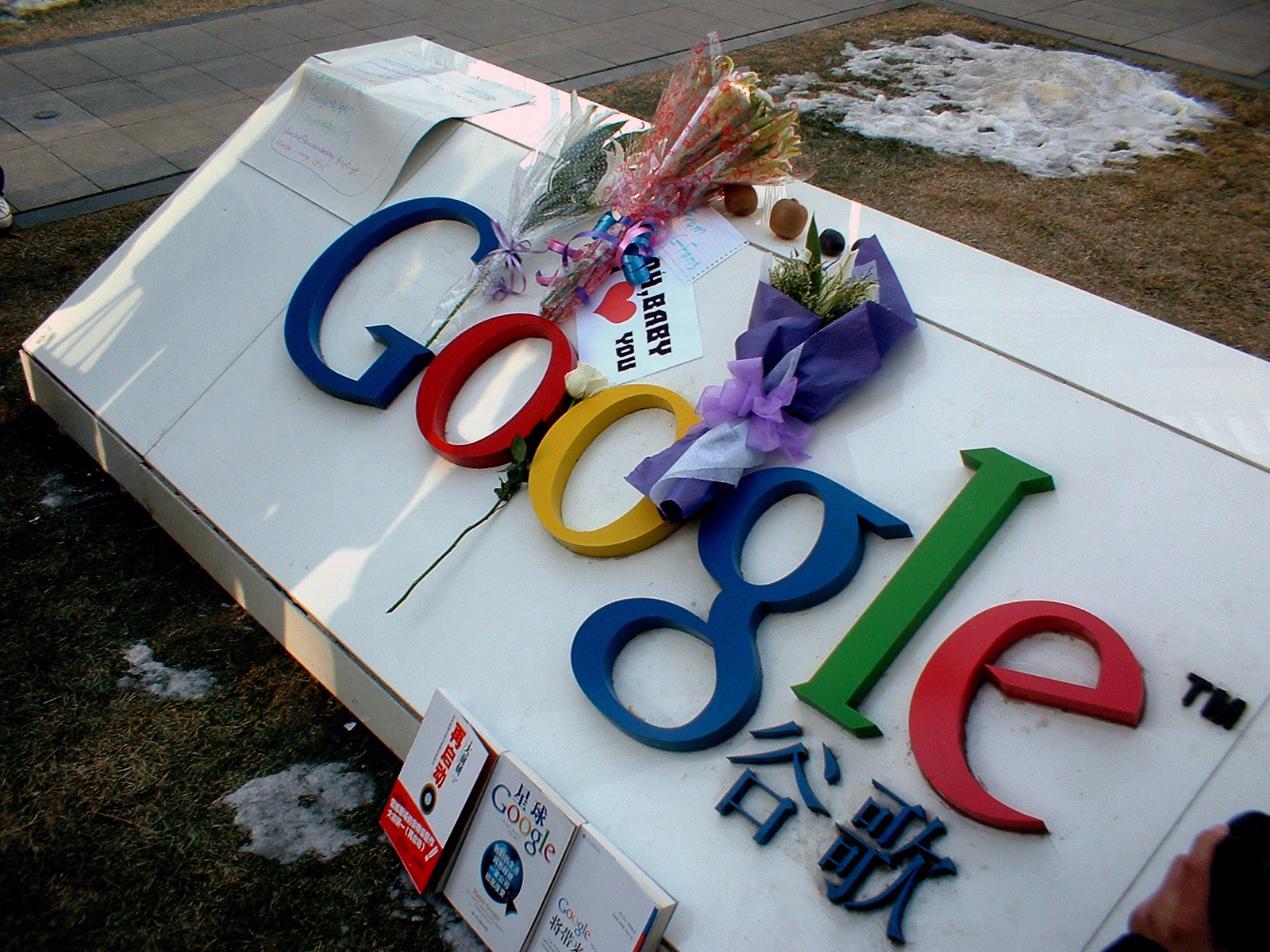
网友在中关村谷歌总部“非法献花”

2010年1月13日，Google在官方博客表示，因为无法继续配合中国政府的搜索内容审查及受到黑客攻击的影响，Google将考虑关闭“谷歌中国”网站以及其在中国所设的办事处。Google还提到，他们曾积极尝试与中国大陆政府进行沟通，但就监管与审核方面始终未达成一致意见，因此对google.cn的访问之后将被重定向到google.com.hk。
当天上午，不少人来到Google中国办事处并献上鲜花。但Google中国办事处所在地的清华科技园的保安声称，向Google献花必须事先向有关部门申请，获得审批后方可进行，否则属于非法献花。“非法献花”作为网络迷因，由此产生。

## 發展
2010年1月16日在百度网页搜索“非法献花”曾一度显示“搜索结果可能不符合相关法律法规和政策，未予显示。”據法国国际广播电台报导，中宣部已經發出命令禁止谷歌退出中国事件的深度報導，國新辦则要求網站刪除網友向Google辦公室獻花的文章及圖片。
此事件在世界各地都有報導，但在中國国内卻遭到政府審查。一些中國大陸的網站早先報導了這一消息，但是不久就被從標題頁中刪除。一位中國婦女在接受《纽约时报》采访时称：“政府不能總是向它的人民撒謊。”有網友認為，Google做得正確，中國政府的行為是將互聯網推向封閉。
中国政府很快地封锁了有关该事件的大部分信息。新浪微博屏蔽并删除有关“非法献花”的所有微博，百度百科、互动百科也删除了“非法献花”的词条。百度知道屏蔽了一些“非法献花”的相关问题，而目前在知道搜索中已有部份相關結果顯示其最前列。但中国的一些不知名百科仍有有关信息，百度贴吧内仍有一个名为'非法献花吧'的贴吧，目前仍可于百度上搜到少量信息。